# Topher Grace
Topher Grace (født Christopher Grace den 19. juli 1978 i New York City, New York, USA) er en amerikansk skuespiller. Han er mest kendt for sin rolle som Eric Forman i komedieserien Dengang i 70'ernes første syv sæsoner. Hans mest aktuelle rolle, er i filmen Spider-Man 3, hvor han spiller Eddie Brock.

## Filmografi
| År   | Titel                         | Rolle                             | Notater             |
| ---- | ----------------------------- | --------------------------------- | ------------------- |
| 2000 | Traffic                       | Seth Abrahms                      |                     |
| 2001 | Ocean's Eleven                | Sig selv                          | (Ikke krediteret)   |
| 2003 | Mona Lisa Smile               | Tommy Donegal                     |                     |
| 2004 | Win a Date with Tad Hamilton! | Pete Monash                       |                     |
| 2004 | P.S.                          | F. Scott Feinstadt                | begrænset udgivelse |
| 2004 | Ocean's Twelve                | Sig selv                          | (Ikke krediteret)   |
| 2004 | In Good Company               | Carter Duryea                     |                     |
| 2007 | Spider-Man 3                  | Edward "Eddie" Brock, Jr. / Venom |                     |
| 2007 | The Crusaders                 | Jack Greenberg                    |                     |
| 2007 | Coxblocker                    | William Cox                       |                     |
| 2007 | Kids in America               | Matt Franklin                     |                     |
| 2010 | Valentine's Day               | Jason                             |                     |
| 2010 | Predators                     | Edwin                             |                     |
| 2011 | Take Me Home Tonight          | Matt Franklin                     |                     |
| 2011 | The Double                    | Ben Geary                         |                     |
| 2012 | The Giant Mechanical Man      | Doug                              |                     |
| 2018 | BlacKkKlansman                | David Duke                        |                     |